# وارن اسنایدر
وارن اسنایدر (انگلیسی: Warren Snyder; ۲ مارس ۱۹۰۳ – ۲۷ مارس ۱۹۵۷) قایقران روئینگ اهل کانادا بود.